# Ильме
И́льме (фин. Ilmee, швед. Ilmes) — посёлок в Лахденпохском районе Республики Карелия, административно относится к Хийтольскому сельскому поселению.

## Общие сведения
Расположен на берегу озера Эйтъярви. К посёлку подходит дорога местного значения 86К-112 («Ринтала — Тоунан»). Расстояние до районного центра Лахденпохья — 74 км, до Хийтолы — 20 км.
В посёлке расположена колокольня кирхи св. Екатерины, построенной в 1777 году, разрушенная в 1990-х годах и восстановленная в 2000 году при участии финской христианской общины.

## Население
| 2002 | 2009 | 2010 | 2013 |
| ---- | ---- | ---- | ---- |
| 0    | ↗7   | ↘1   | ↗3   |